# Küçük Kaynarca-traktaten
Küçük Kaynarca-traktaten var en fredsaftale mellem Det russiske kejserdømme og Det osmanniske rige. Den blev undertegnet den 21. juli 1774 og afsluttede den russisk-tyrkiske krig (1768-1774). Traktaten blev indgået i landsbyen Küçük Kaynarca i det nordlige Bulgarien, 23 km sydøst for Silistra. Traktaten bidrog til et fremme Ruslands stærke stilling i det sydøstlige Europa.
I traktaten tilbagegav Rusland Moldavien, Valakiet og Bessarabien til osmannerne, men fik ret til at beskytte de kristne i Det osmanniske rige og ret til at intervenere militært i disse områder, dersom der forekom overgreb mod de kristne.
Krim-khanatet blev erklæret selvstændigt men blev imidlertidt besat af Rusland i 1783.
Rusland fik Kabarda i Kaukasus, ubegrænset adgang til havnen i Azov og havnene i Kertj og Jenikale på Kertsj-halvøen på Krim og områderne mellem floderne Bug og Dnepr ved mundingen af Dnepr. Dette inkluderede også havnebyen Kherson. Rusland fik endvidere ret til fri færdsel på Sortehavet